# Yanni
Yanni, (Kalamáta, 1954. november 14. –) görög zeneszerző, zongorista, producer. Tizennégy albuma érte el a Billboard slágerlisták 1. helyét a „New Age” kategóriában. Két albumát (Dare to Dream és In My Time) jelölték Grammy-díjra. A Blender című zenei magazinban a 14. helyen végzett a 2003-as listán. Minden idők 50 legrosszabb rocksztárja listáján szerepelt uganott. 2011 végéig Yanni több mint kétmillió ember előtt adott koncerteket a világ több, mint 20 országában. Több mint 35 platina- és aranylemeze volt. Több mint 20 millió lemezt adott el. Sporteseményekben, például a Tour de France-on használják zenéit.
A 20. század vége New Age zenéjének vezető alakja volt.

## Pályafutása
Yanni Chryssomallis középosztálybeli családban született Görögországban. A szülei zenélésre biztatták – de nem kényszerítették. Ő egyszerűen csak élvezte a zenélést, és nem gondolta, hogy zenei karriert fog befutni. Serdülőként a görög úszóválogatott tagja volt. 14 évesen felállította a görög nemzeti rekordot az 50 méteres gyorsúszásban. 18 évesen az Egyesült Államokba ment. A Minnesotai Egyetemen 1976-ban szerzett pszichológus diplomát.
Csak az érettségi után kezdett a zenével foglalkozni. A Chameleon rockegyüttes egyik alapító tagja lett. Szólókarrierje 1984-ben kezdődött el az „Optimystique” című instrumentális albummal. Bár még nem tudott zenét kottázni, filmekhez és a tévéknek is komponált. Az Egyesült Államok honosított állampolgáraként egy ideig Los Angelesben élt. Lemezfelvételeket készített a Private Music kiadónak.
Yanni népszerűsége az 1980-as évek közepétől folyamatosan nőtt, a „Reflections of Passion” (1990) című albuma több millió példányban kelt el, a „Dare to Dream” (1992) és az „In My Time” (1993) albumait Grammy-díjra jelölték. A „Live at the Acropolis” albuma (1993) szinte azonnal a Billboard slágerlistása lett. Hatására megnőtt a közönség kereslete a romantikus arpeggio-val átitatott instrumentális zenére. 1994-ben a közszolgálati műsorszolgáltatók többször is sugározták 90 percesművét, a „Yanni in Concert: Live at the Acropolist” egy éves adománygyűjtő akciója során. A Yannival készített televíziós látványos film rekordot döntött a nézőknél az amerikai köztévében.
Az 1990-es évek végétől továbbra is túlnyomórészt instrumentális albumokat adott ki. 2009-ben azonban több fiatal énekessel − akik dalokat készítettek dallamaiból − és előadták azokat. A „Mexicanisimo” című lemeze (2010) mexikói zenészekkel készült, és hagyományos mexikói dalokat tartalmazott. A „Truth of Touch” (2011) Billboard New Age toplisavezetője volt. Yanni olyan énekeseket kísért az „Inspirato”-n (2014), mint Renée Fleming és Plácido Domingo.

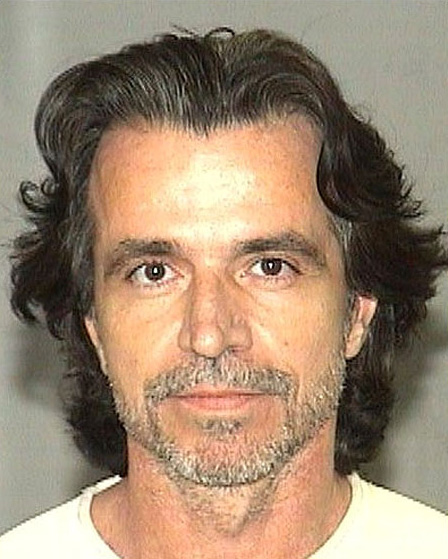
Yanni

## Albumok
- 1980, 1984: Optimystique
- 1986: Keys to Imagination
- 1987: Out of Silence
- 1988: Chameleon Days
- 1989: Niki Nana
- 1989: I Love you Perfect (filmzene)
- 1989: Heart of Midnight (filmzene)
- 1990: Reflections of Passion
- 1991: In Celebration of Life
- 1992: Dare to Dream
- 1993: In My Time
- 1994: Yanni Live at the Acropolis
- 1997: In the Mirror
- 1997: Tribute
- 1999: Love Songs
- 2000: If I Could Tell You
- 2003: Ethnicity
- 2006: Yanni Live! The Concert Event
- 2009: Yanni − Voices
- 2010 : Mexicanisimo
- 2010: The Inspiring Journey
- 2011: Truth Of Touch
- 2011: Yanni the storm
- 2012: Live at El Morro (CD+DVD)
- 2014: Inspirato
- 2016: Sensuous Chill
- 2016: The Dream Concert: Live from the Great Pyramids of Egypt

## Filmek
- Yanni az IMDb-n

## Díjak
- Két albumát („Dare to Dream” és „In My Time”) jelölték Grammy-díjra.